# Тадеуш Котарбінський
Таде́уш Мар'я́н Котарбі́ньський (пол. Tadeusz Marian Kotarbiński; 31 березня 1886, Варшава — 3 жовтня 1981, там само) — польський філософ і логік, видатний представник Львівсько-варшавської філософської школи, учень Казімежа Твардовського. В історію філософської думки увійшов як впливовий польський мислитель другої половини XX ст. та представник польського антиірраціоналізму.
Займався в першу чергу проблемами теорії пізнання та формальної логіки. Розвив вчення про праксеологію — теорію ефективної колективної дії.

## Біографія
Походить з католицької родини. Батько, Мілош Котарбіньський — професор і директор школи пластичних мистецтв, художник-маляр і композитор; мати, Ванда Котарбіньська (Косковська) — піаністка. Тадеуш навчався в класичній гуманітарній гімназії у Варшаві, але через участь у політичному страйку 1905 року був змушений здавати екзаменаційні іспити екстерном — у російській гімназії в міста Пярну (Естонія).
- 1906—1907 — вільнослухачем вивчає математику і фізику в Яґеллонському університеті, потім архітектуру у Львівській Вищій політехнічній школі і політехніці Дармштадту (Німеччина).
- 1907—1912 вивчає філософію та класичну філологію у Львівському університеті Яна Казимира. Там же відвідає лекції у професорів: Яна Лукасєвича — з логіки, Станіслава Вітковського — з мовознавства та Владислава Вітвіцького — з психології. Навчання закінчує докторською дисертацією під керівництвом професора Казімежа Твардовського, тема: «Утилітаризм в етиці Мілля і Спенсера».

- З 1919 — професор у Варшаві;
- 1945—1949 — ректор новоствореного Лодзького університету, завідувач кафедри філософії;
- 1951—1961 — професор, зав. кафедри логіки Варшавського університету;
- з 1952 — дійсний член Польської Академії Наук
- 1957—1962 — президент ПАН

Іноземний член Британської академії, АН СРСР, АН Болгарії, Сербії, Монголії, Фінського наукового товариства.
Доктор honoris causa Оксфордського університету, університету Флоренції, Вільного Брюссельського університету, Яґеллонського університету у Кракові, університетів Лодзі та Братислави.
Відзначений польськими урядовими нагородами.
Котарбінський був найвидатнішим представником і пропагандистом науки про ефективну дію, яка називається праксеологією — близьким родичем праксеології. Праксеологія відрізняється від праксеології головним чином своїми більш філософськими (на відміну від пов'язаних з економікою) цілями. Науковці вважають праці Котарбінського з праксеології найбільш систематичним викладом основ цієї науки, зокрема в його «Traktat o dobrej robocie» (укр. «Трактат про добру роботу») і, певною мірою, в його попередній публікації під назвою «Szkice praktyczne» (укр. «Нариси про практику»).

## Головні праці

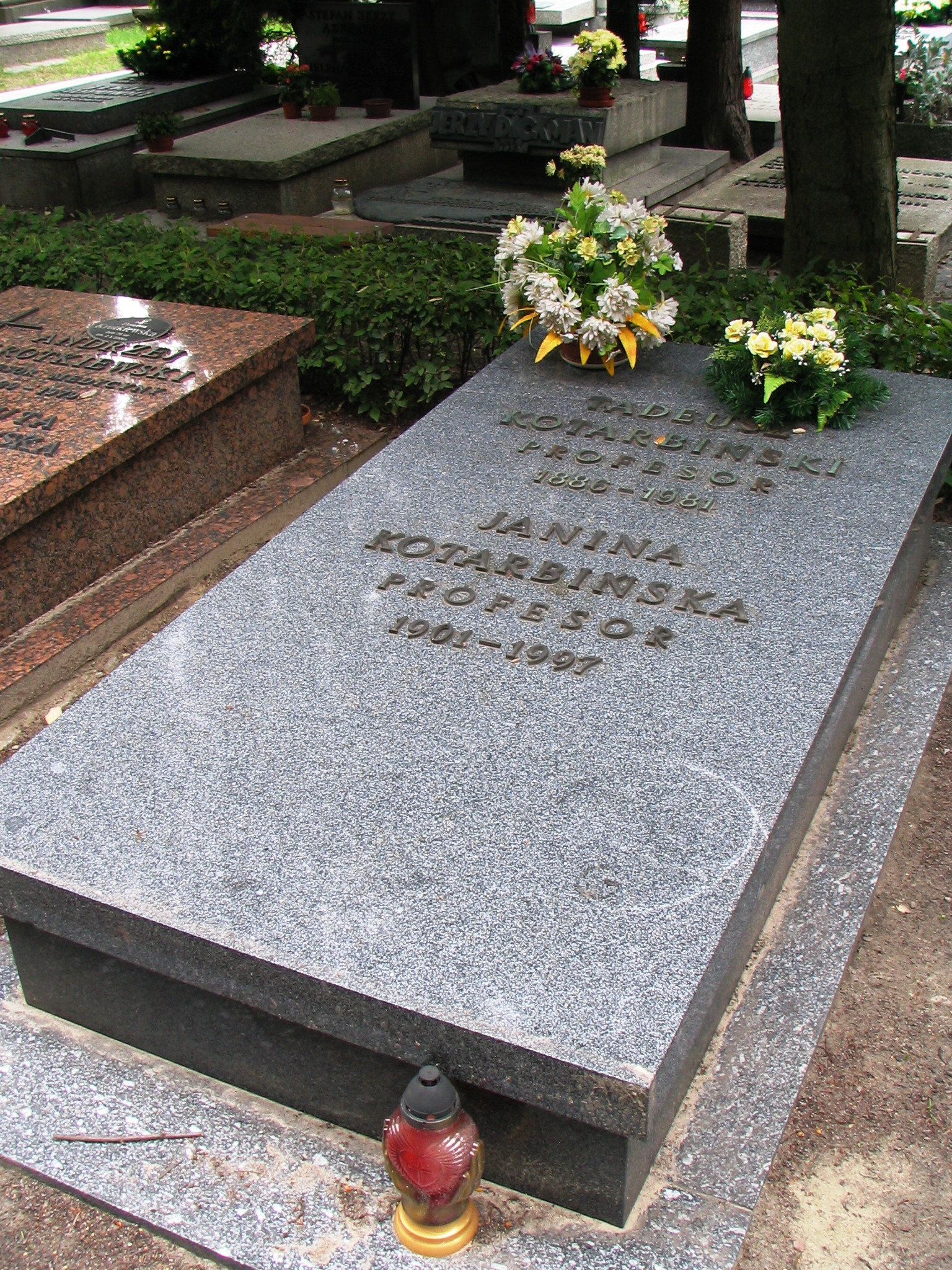
Надгробок Тадеуша Котарбінського на цвинтарі Військові Повонзки у Варшаві

- Elementy teorii poznania, logiki formalnej i metodologii naukowej. — Lwów (1929) (пол.)
- Traktat o dobrej robocie. Warszawa (1955) // «переклади»: Praxiology (1965) (англ.) Praxiologie (1966) (нім.); Трактат о хорошей работе. (1975) (рос.)
- Wykady z dziejów logiki. (1957) (пол.) // Leçons sur l'histoire de la logique. (1964) (фр.)
- Gnosiology. The Scientific Approach to the Theory of Knowledge, Warszawa-Oxford (1966) (англ.)

### Окремі твори в інтернеті
- Т. Котарбинский Картина собственных раздумий // Журнал «Логос» (рос.)
- Т. Котарбинский О позиции реистической или конкретической // Журнал «Логос» (рос.)
- T.Kotarbiński. O postawie reistycznej czyli konkretystycznej (пол.)
- Twardowski's Private Correspondence (англ.)